# Almone
 L'Almone est une petite rivière de l'Agro Romano, qui prend sa source dans les Monts Albains (exsurgence, provenant des infiltrations du lac d'Albano)  et coulait à l'origine dans le Tibre près de l'ancienne zone industrielle du Gazometro. Le dernier tronçon a d'ailleurs pris le nom d'Acquataccio, identifiable avec l'actuelle Circonvallazione Ostiense, dans le quartier de Garbatella où la Via Ostiense, près de son confluent dans la rivière . 

## Description
Aujourd'hui, le fleuve (également appelé marrana de la Caffarella) n'atteint plus son récepteur naturel car ses eaux sont détournées vers l'épurateur du sud de Rome. La rivière traverse le parc régional de l'Appia Antica, et reçoit les eaux des nombreuses sources encore présentes dans la région. 

## Culture
L'importance de la rivière Almone à l'époque romaine, dont le mot Almo fait référence au culte de la vie et de la fertilité, est liée au rituel du Lavatio Matris Deum : le 27 mars de chaque année, la pierre noire, symbole aniconique de la déesse Cybèle, était apportée en procession et lavée dans la rivière, avec les couteaux sacrificiels.